# Амирова, Хураман Годжа кызы
Хураман Годжа кызы Амирова (азерб. Xuraman Qoca qızı Əmirova; 1 июля 1925, Битдили, Ганджинский уезд — 14 марта 2000) — советский азербайджанский хлопковод, Герой Социалистического Труда (1950).

## Биография
Родилась 1 июля 1925 года в селе Ениабад Ганджинского уезда Азербайджанской ССР (ныне Шамкирский район).
В 1944—1965 годах колхозница, звеньевая, с 1965 года колхозница колхоза имени Рустама Алиева Шамхорского района Азербайджанской ССР. В 1949 году получила урожай хлопка 65,6 центнера с гектара на площади 6 гектаров.
Указом Президиума Верховного Совета СССР от 12 июля 1950 года за получение высоких урожаев хлопка на поливных землях в 1949 году Амировой Хураман Годжа кызы присвоено звание Героя Социалистического Труда с вручением ордена Ленина и золотой медали «Серп и Молот».
Активно участвовал в общественной жизни Азербайджана. Член КПСС с 1957 года.